# Pablo Alborán (álbum)
Pablo Alborán es el nombre del álbum debut homónimo grabado por el cantautor español Pablo Alborán. Fue lanzado al mercado por la compañía discográfica EMI Music Spain el 1 de febrero de 2011. Este material discográfico fue producido por Armando Ávila y coproducido por Manuel Illán. El álbum permaneció más de seis semanas consecutivas en el número uno de ventas españolas y en solo nueve meses ya ha sido certificado con un séxtuple platino por 240 000 copias vendidas. El álbum Pablo Alborán obtuvo una nominación para el Premio Grammy Latino al Mejor Álbum Pop Vocal Masculino en la 12° entrega de los Premios Grammy Latinos el 10 de noviembre de 2011.

## Lista de canciones
Todas las canciones escritas y compuestas por Pablo Alborán. 
| Edición estándar |                                         |          |  |
| N.º              | Título                                  | Duración |  |
| 1.               | «Solamente tú»                          | 4:07     |  |
| 2.               | «Miedo»                                 | 3:44     |  |
| 3.               | «Vuelve conmigo»                        | 3:59     |  |
| 4.               | «Caramelo»                              | 4:22     |  |
| 5.               | «Volver a empezar»                      | 3:28     |  |
| 6.               | «Me colé por la puerta de atrás»        | 3:27     |  |
| 7.               | «Desencuentro»                          | 3:57     |  |
| 8.               | «Perdóname»                             | 4:11     |  |
| 9.               | «Ladrona de mi piel»                    | 3:38     |  |
| 10.              | «Loco de atar»                          | 3:35     |  |
| 11.              | «Desencuentro» (con Estrella Morente)   | 3:57     |  |
| 12.              | «Solamente tú» (con Diana Navarro)      | 4:08     |  |
| 13.              | «Cuando te alejas (iTunes bonus track)» | 3:29     |  |

| Edición Deluxe |                                      |          |  |
| N.º            | Título                               | Duración |  |
| 1.             | «Solamente tú»                       | 4:07     |  |
| 2.             | «Miedo»                              | 3:44     |  |
| 3.             | «Vuelve conmigo»                     | 3:59     |  |
| 4.             | «Caramelo»                           | 4:22     |  |
| 5.             | «Volver a empezar»                   | 3:28     |  |
| 6.             | «Me colé por la puerta de atrás»     | 3:27     |  |
| 7.             | «Desencuentro»                       | 3:57     |  |
| 8.             | «Perdóname»                          | 4:11     |  |
| 9.             | «Ladrona de mi piel»                 | 3:38     |  |
| 10.            | «Loco de atar»                       | 3:35     |  |
| 11.            | «Solamente tú» (Radio Edit)          | 4:07     |  |
| 12.            | «Te he echado de menos» (Radio Edit) | 3:53     |  |
| 13.            | «No te olvidaré»                     | 3:48     |  |
| 14.            | «Perdóname» (con Carminho)           | 4:16     |  |
| 15.            | «Cuando te alejas»                   | 3:29     |  |